# Indumento
Indumento é a palavra que designa a cobertura de toda e qualquer parte da planta por tricomas ou outros processos. O indumento pode ser pubescente, tomentoso, lanuginoso, etc.